# Ian Schultz
Pour les articles homonymes, voir Schultz.
Ian Schultz (né le 4 février 1990 à Calgary, dans la province de l'Alberta) est un joueur canadien de hockey sur glace. Il est le frère de Jeff Schultz.

## Carrière de joueur
En 2006, il débute avec les Hitmen de Calgary dans la Ligue de hockey de l'Ouest. Il est choisi au cours du repêchage d'entrée 2008 dans la Ligue nationale de hockey par les Blues de Saint-Louis en 3e ronde, en 87e position. Les Hitmen remportent la Coupe Ed Chynoweth 2010. Le 17 juin 2010, il est échangé avec Lars Eller aux Canadiens de Montréal en retour de Jaroslav Halák. Il est assigné aux Bulldogs de Hamilton de la Ligue américaine de hockey.

## Statistiques
| Saison    | Équipe                 | Ligue          |    | Saison régulière | Saison régulière | Saison régulière | Saison régulière | Saison régulière |    | Séries éliminatoires | Séries éliminatoires | Séries éliminatoires | Séries éliminatoires | Séries éliminatoires |
| Saison    | Équipe                 | Ligue          | PJ | B                | A                | Pts              | Pun              | PJ               | B  | A                    | Pts                  | Pun                  |                      |                      |
| 2006-2007 | Hitmen de Calgary      | LHOu           | 1  | 1                | 0                | 1                | 0                | --               | -- | --                   | --                   | --                   |                      |                      |
| 2007-2008 | Hitmen de Calgary      | LHOu           | 67 | 15               | 15               | 30               | 128              | 16               | 2  | 7                    | 9                    | 19                   |                      |                      |
| 2008-2009 | Hitmen de Calgary      | LHOu           | 58 | 15               | 26               | 41               | 127              | 18               | 5  | 7                    | 12                   | 24                   |                      |                      |
| 2009-2010 | Hitmen de Calgary      | LHOu           | 70 | 24               | 31               | 55               | 150              | 23               | 8  | 7                    | 15                   | 26                   |                      |                      |
| 2010      | Hitmen de Calgary      | Coupe Memorial | -  | -                | -                | -                | -                | 4                | 1  | 2                    | 3                    | 2                    |                      |                      |
| 2010-2011 | Bulldogs de Hamilton   | LAH            | 45 | 3                | 1                | 4                | 49               | 15               | 2  | 0                    | 2                    | 15                   |                      |                      |
| 2011-2012 | Bulldogs de Hamilton   | LAH            | 60 | 6                | 17               | 23               | 104              | -                | -  | -                    | -                    | -                    |                      |                      |
| 2012-2013 | Bulldogs de Hamilton   | LAH            | 2  | 0                | 0                | 0                | 2                | -                | -  | -                    | -                    | -                    |                      |                      |
| 2012-2013 | Nailers de Wheeling    | ECHL           | 13 | 0                | 2                | 2                | 17               | -                | -  | -                    | -                    | -                    |                      |                      |
| 2012-2013 | Grizzlies de l'Utah    | ECHL           | 27 | 7                | 8                | 15               | 139              | -                | -  | -                    | -                    | -                    |                      |                      |
| 2012-2013 | Bulls de San Francisco | ECHL           | 7  | 0                | 1                | 1                | 15               | -                | -  | -                    | -                    | -                    |                      |                      |
| 2013-2014 | Sundogs de l'Arizona   | LCH            | 33 | 8                | 6                | 14               | 72               | -                | -  | -                    | -                    | -                    |                      |                      |
| 2014-2015 | Americans d'Allen      | ECHL           | 44 | 19               | 19               | 38               | 97               | 17               | 6  | 10                   | 16                   | 51                   |                      |                      |
| 2014-2015 | Wild de l'Iowa         | LAH            | 14 | 0                | 2                | 2                | 23               | -                | -  | -                    | -                    | -                    |                      |                      |
| 2015-2016 | Americans d'Allen      | LCH            | 14 | 4                | 5                | 9                | 63               | -                | -  | -                    | -                    | -                    |                      |                      |
| 2015-2016 | Generals de Bentley    | Chinook HL     | -  | -                | -                | -                | -                | 11               | 6  | 4                    | 10                   | 4                    |                      |                      |
| 2016-2017 | Capitals d'Édimbourg   | EIHL           | 50 | 19               | 19               | 38               | 79               | -                | -  | -                    | -                    | -                    |                      |                      |
| 2017-2018 | Eagles de Stony Plain  | ACHW           | 1  | 0                | 1                | 1                | 0                | 1                | 0  | 1                    | 1                    | 0                    |                      |                      |